# Georges Maton
Georges Maton (n. 26 octombrie 1913, Lille, Franța – d. 6 iulie 1998, Le Perreux-sur-Marne, Île-de-France, Franța) a fost un ciclist de performanță francez, medaliat olimpic. A participat la o ediție a Jocurilor Olimpice (1936) în care a câștigat o medalie de bronz.

## Participări
Lista de mai jos prezintă principalele competiții la care a participat Georges Maton de-a lungul carierei.
- cycling at the 1936 Summer Olympics – men's tandem[*]